# Metalimnophila longi
Metalimnophila longi là một loài ruồi trong họ Limoniidae. Chúng phân bố ở miền Australasia.